# 보르고로세
보르고로세(이탈리아어: Borgorose)는 이탈리아 라치오주 리에티도에 위치한 코무네다. 로마로부터 북동쪽 70km, 리에티로부터 남동쪽 40km 거리에 있다.